# 赖大福
赖大福（1966年—），四川泸县人，汉族，中华人民共和国政治人物、第十二届全国人民代表大会四川地区代表。
2013年，担任全国人大代表。